# Zhang Liang (Turbanti Gialli)
Zhang Liang (張梁) (... – 184) è stato un condottiero cinese, tra i leader dei ribelli della Rivolta dei Turbanti Gialli durante l'ultimo periodo della Dinastia Han.

## Biografia
Zhang Liang  era fratello minore di Zhang Jiao e di Zhang Bao, gli altri due leader della rivolta. Si dice che fosse un abile generale. Zhang Liang e i suoi fratelli forse erano nipoti di Zhang Daoling. Nel romanzo storico di Luo Guanzhong, il Romanzo dei Tre Regni, si dice che andò ad un altare ed evocò una frana contro le forze imperiali nemiche.
Zhang Liang e Zhang Bao divisero l'esercito di Zhang Jiao dopo la sua morte. In seguito combatte sette battaglie contro le forze imperiali, ma venne respinto ogni volta e costretto alla ritirata verso Quyang. Alla settima sconfitta venne catturato e ucciso dal generale Huangfu Song. Zhang Bao avrebbe a breve fatto la stessa fine per mano dei propri uomini e i Turbanti Gialli sarebbero presto degenerati in niente più che semplici banditi guidati da leader come He Yi e Zhang Yan. Dal 205 il movimento cessò la maggior parte della sua attività militare.